# United States Permanent Resident Card
Die United States Permanent Resident Card (amtlich: Form I-551, umgangssprachlich: Green Card) ist ein Ausweisdokument der Vereinigten Staaten. Auf Antrag stellt die Einwanderungsbehörde United States Citizenship and Immigration Services (USCIS) das Dokument qualifizierten Personen aus, die keine Staatsbürger der USA sind und sich mit Einwanderungsabsicht in den USA niedergelassen haben. Inhaber der Karte werden als Lawful Permanent Residents (LPR) oder kurz Permanent Residents bezeichnet. Der Name Green Card leitet sich von den ersten Ausweisen ab, welche eine grüne Schrift sowie ein grünlich gefärbtes Foto trugen.
Von anderen Visa unterscheidet sich die Green Card dadurch, dass ihr Inhaber sich unbefristet in den USA aufhalten und dort arbeiten darf; sie wird nicht wie ein sonstiges Visum in den Reisepass eingeklebt, sondern bildet ein selbständiges Ausweisdokument. Der Rechtsstatus der Permanent Residency ist im Einwanderungsland USA die mittlere von drei Stufen auf dem Weg zur Einbürgerung:
1. Einwanderungsvisum
2. Permanent Residency mit Green Card
3. US-Staatsbürgerschaft

Im Jahr 2019 lebten in den USA schätzungsweise 13,9 Millionen Green-Card-Inhaber, entsprechend rund vier Prozent der Gesamtbevölkerung.

## Geschichte
Eine allgemeine Meldepflicht für Personen, die ohne US-Staatsbürgerschaft in den Vereinigten Staaten leben, entstand erstmals 1940 mit dem Alien Registration Act. Die aus Kriegsbedingungen erwachsene Maßnahme sollte eine potenzielle Bedrohung des Landes aus dem Inneren abschirmen und unterschied daher nicht zwischen legal und illegal Eingewanderten. Anlaufstellen waren die Postämter, die die Meldungen der Ausländer an die Einwanderungsbehörde weiterleiteten. Diese sandte den Gemeldeten Alien Registration Receipt cards zu, die auf weißem Papier gedruckt waren und die offizielle Bezeichnung Form AR-3 trugen.
Nach dem Ende des Zweiten Weltkrieges wurde die Registrierung Teil der regulären Einwanderungsprozedur. Statt im Postamt wurden Ausländer vom INS nun bei der Ankunft im Hafen registriert und erhielten unterschiedliche Typen von Alien Registration Cards, die Aufschluss über ihren genauen Status (Besucher, temporär eingereiste Arbeiter, Permanent Alien Residents) gaben. Permanent Residents erhielten ein Dokument mit dem offiziellen Namen Form I-151. Das Dokument war klein und auf grünem Papier gedruckt und somit die erste „Green Card“.
In Folge eines Gesetzes von 1950 wurde es Inhabern der weiterhin im Umlauf befindlichen AR-3-Dokumente vom 17. April 1951 an möglich, ihre alten Papiere gegen die neue Green Card einzutauschen, allerdings nur, wenn sie nachweisen konnten, dass ihr Aufenthalt in den USA legal war. Wer diesen Nachweis nicht erbrachte, lebte fortan mit der Gefahr, wegen einer Verletzung der Einwanderungsgesetze belangt zu werden. Umgekehrt dokumentierte die Green Card, dass der Aufenthalt des Inhabers in den USA legal war.
Die Green Card wurde damit zu einem begehrten Papier, das nun auch häufig gefälscht wurde. Um Fälschungen zu erschweren, wurde das Design der Karte immer wieder geändert. Von der Einführung der Karte in den 1940er Jahren bis 1977 brachte der INS Karten in 19 unterschiedlichen Designs heraus; auch die Farbe wurde mehrfach geändert: 1964 war die Karte blassblau und nach 1965 dunkelblau. Ein wirklicher Fortschritt in puncto Fälschungssicherheit wurde erst im Januar 1977 erreicht, als der INS die Form I-151 erstmals als maschinenlesbare Karte herausgab. Doch auch diese hat seit ihrer Einführung mehrfach Design und Farbe gewechselt.
Nach der Auflösung des INS am 1. März 2003 übernahmen die USCIS die Ausstellung der Karten.

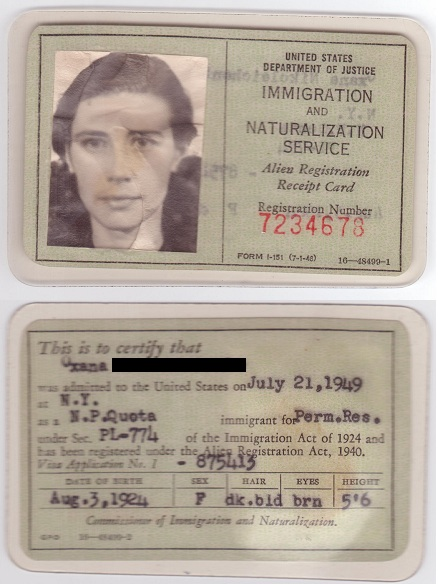
Alien Registration Receipt Card (1946)
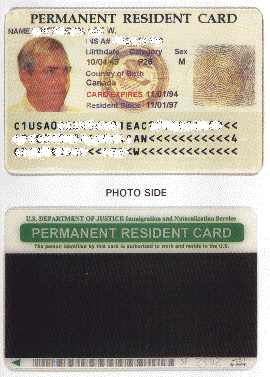
Permanent Resident Card (1994)
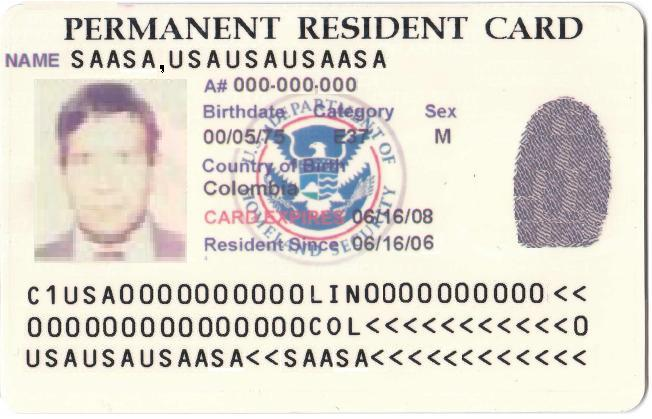
Permanent Resident Card (2008)
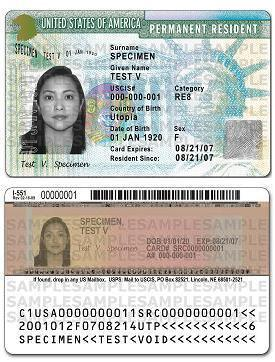
Permanent Resident Card (2010)
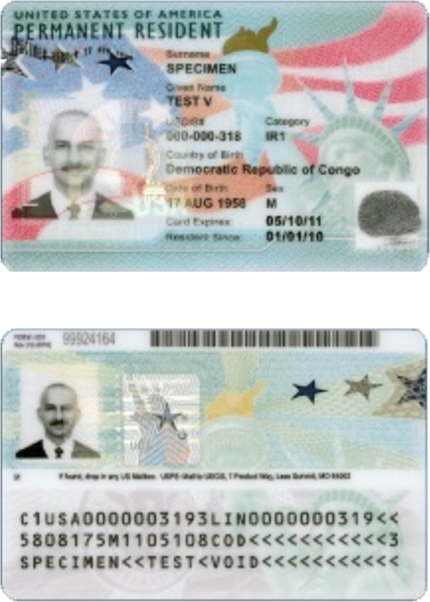
Permanent Resident Card (2017)

## Permanent Residents (Green-Card-Inhaber)

### Rechte und Pflichten
Um ihren Rechtsstatus aufrechtzuerhalten, müssen Permanent Residents vor allem drei Voraussetzungen erfüllen:
- Sie müssen, wenn sie ihren ständigen Wohnsitz wechseln, den USCIS ihren Adresswechsel innerhalb von 10 Tagen mitteilen (Form AR-11). Diplomaten und bestimmte andere Personen, die keine Einwanderer sind, sind von dieser Pflicht ausgenommen.[4]
- Sie müssen die Green Card erneuern, bevor das aufgedruckte Gültigkeitsdatum abläuft (Form I-90).[5] Die Green Cards, die gegenwärtig ausgestellt werden, müssen nach 10 Jahren erneuert werden. Der Rechtsstatus der Permanent Residency allerdings besteht grundsätzlich fort, selbst wenn die Karte verfällt.
- Sie müssen in den USA präsent sein. Permanent Residents, die länger als 6 Monate im Ausland sind, können bei der Wiedereinreise vom Einwanderungsbeamten über die Gründe ihres langen Auslandsaufenthalts befragt werden und darüber, ob sie ihren Hauptwohnsitz weiterhin in den USA haben wollen. Für Auslandsaufenthalte, die zwischen 12 und 24 Monate dauern, muss vor der Abreise eine Rückkehrerlaubnis (Re-entry Permit) beantragt werden; empfohlen wird dies auch für Aufenthalte von 6 bis 12 Monaten.[6]

Verstöße gegen die Pflichten eines Green-Card-Inhabers können zum Entzug der Green Card führen, wobei es auf die Schwere des Vergehens ankommt und die Entscheidung im Ermessen des bewertenden Beamten liegt. Weiterhin können die Verstöße bei einem etwaigen späteren Antrag auf Einbürgerung (Naturalization) zu deren Ablehnung oder Verzögerung führen.

### Aufgabe und Verlust der Permanent Residency
Der Rechtsstatus der Permanent Residency geht verloren, wenn ein Permanent Resident
- die US-Staatsbürgerschaft annimmt, die Karte wird dann eingezogen;
- die Permanent Residency  aus eigener Entscheidung ablegt; dies geschieht durch Unterzeichnung eines entsprechenden Dokumentes vor einem US-Konsular oder einem USCIS-Beamten;
- eine Handlung begeht, die ihn nach dem Einwanderungsgesetz zur Ausweisung qualifiziert, z. B. Drogen oder illegale Waffen besitzt oder Menschenhandel treibt;
- seinen Wohnsitz in den USA aufgibt.[7]

Kriminelle Vergehen können auch nachträglich, viele Jahre später, zum Verlust der Green Card, Abschiebehaft und Abschiebung führen (siehe hierzu auch: Nulltoleranzstrategie unter Präsident Donald Trump).

## Voraussetzungen und Bewilligungsverfahren

### Wege zur Green Card

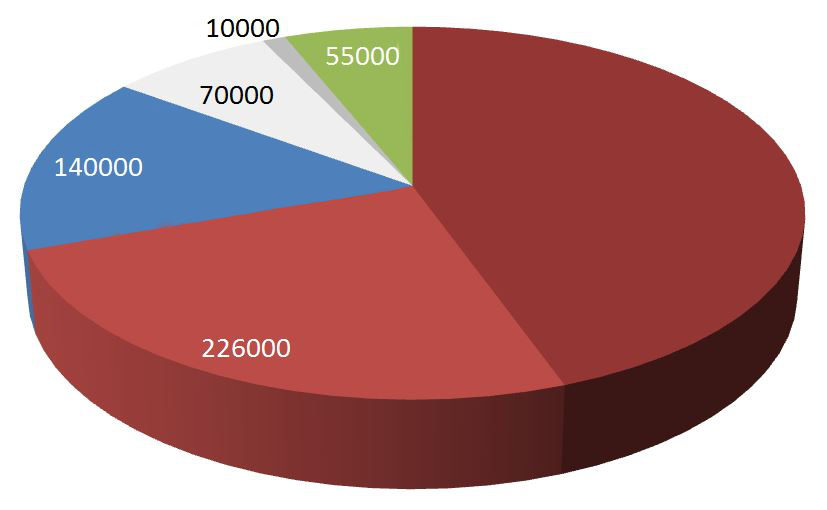
Die jährlichen Kontingente unterschiedlicher Arten von Green Cards: Ehepartner, minderjährige unverheiratete Kinder, Eltern (dunkelrot; kein Limit), andere Familienmitglieder (hellrot), beschäftigungsbasiert (blau), Flüchtlinge (hellgrau), Asylbewerber (dunkelgrau), „Green-Card-Lotterie“ (grün).

Im klassischen Fall geht dem Erwerb einer Green Card der eines gewöhnlichen, befristeten Nichteinwanderungsvisums (z. B. eines H-1B-Visums) voraus. Wer ein solches Visum besitzt, kann, wenn sein Arbeitgeber ihn bei diesem aufwändigen und kostspieligen Verfahren unterstützt, eine Green Card der Kategorien EB-1, EB-2, EB-3, EB-4 oder EB-5 beantragen. Beschäftigungsbasierte Green Cards sind kontingentiert; gegenwärtig können 140.000 Karten pro Jahr vergeben werden. Die Green Cards für  Familienmitglieder (Ehepartner, minderjährige Kinder) des Hauptbewerbers fallen nicht unter diese Beschränkung.
Weitaus häufiger als auf der Grundlage eines Beschäftigungsverhältnisses werden Green Cards im Rahmen von Familienzusammenführungen ausgegeben. Enge Familienangehörige – Ehepartner, unverheiratete minderjährige Kinder, und Eltern – von US-Staatsbürgern können eine Green Card beantragen, ohne die Vorstufe eines Einwanderungsvisums absolviert haben zu müssen. Dasselbe gilt für Ehepartner und unverheiratete minderjährige Kinder von Permanent Residents. Green Cards für enge Familienangehörige sind nicht kontingentiert. In den Jahren 2000 bis 2003 wurden durchschnittlich 402.000 Karten pro Jahr ausgegeben.
Auch sonstige Familienmitglieder – volljährige Kinder, verheiratete Kinder, und Geschwister – von US-Staatsbürgern können eine Green Card beantragen. Diese Green Cards sind jedoch kontingentiert (226.000 pro Jahr). Bewerber kommen auf eine Warteliste und erhalten die Karte frühestens nach 4, manchmal erst nach mehr als 12 Jahren. Manche Bewerber aus Ländern mit besonders starkem Einwanderungszustrom warten 22 Jahre lang. Green Cards, die aus dem Kontingent für beschäftigungsbasierte Karten am Jahresende übrig bleiben, werden dem Kontingent für andere Familienmitglieder zugeschlagen.
Der dritte mögliche Weg, der ebenfalls direkt zur Green Card führt, aber deutlich geringere Erfolgsaussichten bietet, ist die Teilnahme an der sogenannten „Green-Card-Lotterie“, dem Diversity-Immigrant-Visa-Programm des US-Außenministeriums.
Ein vergleichsweise kleines Kontingent von Green Cards wird an Flüchtlinge und Asylbewerber ausgegeben.

### Hochqualifizierte und Investoren

#### Antragsverfahren
Von Bewerbern für eine beschäftigungsbasierte Green Card wird in der Regel ein Hochschulabschluss oder eine andere besonders hohe Qualifikation erwartet. Für niedrig qualifizierte Bewerber steht nur ein Kontingent von 10.000 Green Cards pro Jahr zur Verfügung.
Die beschäftigungsbasierte Variante der Permanent Citizenship kann gewöhnlich nur dann auf die Wege gebracht werden, wenn der amerikanische Arbeitgeber des Antragstellers diesen Mitarbeiter im Antragsverfahren als Bürge (Sponsor) fördert. Ausnahmen sind die Kategorien EB-1 A, sowie EB-2 mit „National Interest Waiver“, in denen der Antragsteller selbst als Sponsor agieren kann. Die Prozedur ist überaus aufwändig und nimmt meist mehrere Jahre in Anspruch. Sie beginnt mit einem Antrag (Form ETA‒750) des Arbeitgebers ans Department of Labor und einem weiteren Antrag (I‒140) an die Einwanderungsbehörde USCIS. Für den Arbeitgeber ist das Verfahren sehr kostspielig, weil er eine von der Regierung kontrollierte Rechtsanwaltsfirma beauftragen muss, eine ausgedehnte Recherche darüber anzustellen, ob geeignete Bewerber für die ausgeschriebene Stelle auch im Inland gefunden werden können. Erst wenn dieser Foreign Labor Certification Process erfolglos verläuft und das Department of Labor das Ergebnis bestätigt hat, können Heimatschutz- und Außenministerium den Antrag weiter bearbeiten.
Erst dann wird der Arbeitnehmer selbst tätig. Er reicht bei den USCIS einen Antrag (I-485) auf Adjustment of Status für sich selbst und, wenn er Familie hat, auch für seinen Ehepartner und seine Kinder ein. Die USCIS laden dann alle Bewerber zur Abgabe von Fingerabdrücken. Gleichzeitig mit I-485 können ein Employment Authorization Document (EAD) und ein Advance Parol or Travel Document (AP) beantragt werden. Den Abschluss des Verfahrens bilden das Abstempeln des Reisepasses des Heimatlandes und die Aushändigung der Green Card.

#### Personen von nationalem Interesse für die USA
In der Kategorie EB-1 können sich hochqualifizierte Personen mit außergewöhnlichen Fähigkeiten auf dem Gebiet der Wissenschaft, Kunst, Bildung, Wirtschaft oder des Sports (Inhaber von internationalen Auszeichnungen etc.) bewerben, des Weiteren hervorragende Professoren und Forscher sowie bestimmte Manager und Führungskräfte der multinationalen Wirtschaft.

#### Personen mit besonderen Fähigkeiten
In der Kategorie EB-2 können sich Personen des gehobenen Berufsstandes  mit Hochschulabschluss bewerben, sowie Personen mit besonderen Fähigkeiten auf wissenschaftlichem, künstlerischem oder geschäftlichem Gebiet.
Voraussetzung ist im Normalfall ein Arbeitsplatzangebot eines US-Arbeitgebers. Hier muss zudem eine Prüfung des Arbeitsmarktes erfolgen, aus der hervorgehen muss, dass kein amerikanischer Arbeitnehmer mit dieser Qualifikation für die Arbeitsstelle zur Verfügung steht. Erstmals gab es im Juli 2012 hier laut Visa Bulletin eine Wartezeit von mehr als dreieinhalb Jahren. Derzeit (Stand Oktober 2013) gibt es keine Wartezeit mehr (Ausnahme: Chinesische und indische Staatsangehörige). Ein „National Interest Waiver“ erlässt die Forderung nach einem Arbeitsplatzangebot und die damit verbundene Arbeitsmarktprüfung, ist aber mit zusätzlichen Nachweispflichten verbunden.

#### Akademiker, qualifizierte Fachkräfte, sonstige Arbeitnehmer
Die Beantragung aufgrund eines Arbeitsplatzangebotes ist in der Kategorie EB-3 möglich für qualifizierte Personen mit höherem Schulabschluss, Facharbeiter mit mind. zwei Jahren Berufserfahrung sowie andere Arbeitnehmer, deren Fähigkeiten in den USA gesucht werden. Nur nach Prüfung des US-Arbeitsmarktes, aus der hervorgehen muss, dass kein amerikanischer Arbeitnehmer zur Verfügung steht, kann die Permanent Resident Card beantragt werden. Für Arbeitnehmer ohne besondere Ausbildung sind lange Wartezeiten einzurechnen. Hier beträgt die Wartezeit z. Zt. ca. sechs Jahre (Stand: August 2012).

#### Kirchliche Mitarbeiter
Pfarrer, Priester oder Rabbiner, die ordiniert sind bzw. vergleichbare religiöse Tätigkeiten ausüben, können eine Permanent Resident Card der Kategorie EB-4 beantragen. Im Gegensatz zum in der Definition ähnlichen Nichteinwanderungsvisum R-1 muss hier aber nachgewiesen werden, dass der Antragsteller schon im Heimatland mindestens 2 Jahre für die Kirche oder Gemeinde gearbeitet hat. Eine Prüfung des Arbeitsmarktes ist allerdings nicht notwendig.

#### Investoren
Investoren, die Arbeitsplätze für zehn nicht mit ihnen verwandte Personen schaffen, indem sie Kapital in neue Wirtschaftsunternehmen in den USA investieren, können eine Permanent Resident Card der Kategorie EB-5 erhalten. Die Investition muss zwischen mindestens 900.000 und 1.800.000 US-Dollar liegen, abhängig von der Beschäftigungslage im jeweiligen geographischen Gebiet. Erst nach zwei Jahren wird die unbefristete Aufenthaltsgenehmigung ausgestellt, wenn in dieser Zeit die versprochene Investition tatsächlich erfolgt und Arbeitsplätze geschaffen wurden.

### Familienzusammenführung
Permanent Residents sind, wenn sie ihre nicht-amerikanischen Familienangehörigen im Zuge der Familienzusammenführung in die USA nachreisen lassen wollen, gegenüber Visa-Inhabern in mancherlei Hinsicht im Vorteil. Ihre Möglichkeiten reichen jedoch nicht an die von US-Staatsbürgern heran. Folgende Tabelle zeigt die Rechte von Visum-Inhabern, Permanent Residents (Green-Card-Inhaber) und US-Staatsbürgern (Citizens) im Vergleich.
|                                                        | Visum-Inhaber                          | Permanent Residents (Green-Card-Inhaber)                                               | US-Staatsbürger (Citizens)                                                                                   |
| ------------------------------------------------------ | -------------------------------------- | -------------------------------------------------------------------------------------- | --- |
| Ehepartner                                             | Der Partner braucht ein eigenes Visum. | Der Partner kann eine Green Card beantragen, muss aber mit einer Wartezeit rechnen.    | Der Partner kann sofort eine Green Card oder ein Nichteinwanderervisum beantragen.                           |
| Verlobte/r                                             | Nur mit eigenem, unabhängigen Visum.   | Nur mit eigenem, unabhängigen Visum.                                                   | Verlobtenvisum möglich.                                                                                      |
| Ledige Kinder unter 21 Jahren                          | Nur mit eigenem Visum.                 | Die Kinder können eine Green Card beantragen, müssen aber mit einer Wartezeit rechnen. | Die Kinder können, falls sie nicht schon per Gesetz US-Staatsbürger sind, sofort eine Green Card beantragen. |
| Eltern                                                 | Nur mit eigenem, unabhängigen Visum.   | Nur mit eigenem, unabhängigen Visum.                                                   | Eltern können, falls der US-Staatsbürger mind. 21 Jahre alt ist, sofort eine Green Card beantragen.          |
| Kinder über 21 Jahre, verheiratete Kinder, Geschwister | Nur mit eigenem, unabhängigen Visum.   | Nur mit eigenem, unabhängigen Visum.                                                   | Können eine Green Card beantragen, müssen aber mit einer Wartezeit rechnen.                                  |

### Diversity-Immigrant-Visa-Program („Green-Card-Lotterie“)
Eine vergleichsweise kleine Anzahl von Personen erlangt die Green Card durch eine Bewerbung im Rahmen des Diversity-Immigrant-Visa-Programms, der sogenannten „Green-Card-Lotterie“. Entstanden ist dieses Programm vor dem Hintergrund des politischen Wunsches, mehr Einwanderer aus bestimmten Herkunftsländern zu erhalten, aus denen sonst nur wenige Einwanderer kommen. Viele Länder sind ausgeschlossen, in Europa z. B. das Vereinigte Königreich. Die Auswahl der Bewerber erfolgt, nachdem diese sich qualifiziert haben müssen, auf dem Wege der Verlosung. Bewerber, die angenommen werden, können ohne Arbeitsplatzangebot mit einem Einwanderungsvisum in die USA einreisen; das Visum wird später durch eine Green Card ersetzt.

## Von der Green Card zur amerikanischen Staatsbürgerschaft

### Gewöhnliches Verfahren
Permanent Residents, die diesen Status seit mindestens 5 Jahren haben, von den letzten 5 Jahren mindestens 30 Monate in den USA verbracht haben und einige weitere Voraussetzungen erfüllen, können sich für die US-Staatsbürgerschaft bewerben. Für Ehepartner von US-Staatsbürgern beträgt die Wartezeit nur 3 Jahre. Permanent Residents, die minderjährig und unverheiratet sind, erlangen die US-Staatsbürgerschaft per Gesetz, also automatisch, sobald ihre Eltern oder mindestens 1 Elternteil die amerikanische Staatsbürgerschaft erwirbt.

### Beschleunigte Einbürgerung
Die amerikanischen Streitkräfte unterstützen Einwanderungswillige nicht beim Erwerb einer Einreiseerlaubnis oder einer Green Card. Ausländer, die dem amerikanischen Militär beitreten wollen, müssen wie alle anderen Einwanderer zunächst einen Weg finden, legal in die USA einzureisen und eine Green Card zu erwerben. Erst dann können sie den Streitkräften beitreten.
Aufgrund einer Revision der Abschnitte 328 und 329 des Immigration and Nationality Act (INA) können Mitglieder der US-Streitkräfte, die Permanent Residents sind, sich seit dem 11. September 2001 beschleunigt für die US-Staatsbürgerschaft bewerben (Accelerated Citizenship).
Einer breiteren Öffentlichkeit wurde die Accelerated Citizenship durch den Dokumentarfilm Das kurze Leben des José Antonio Gutierrez bekannt. In dem Film wird berichtet, dass im Irak seit 2003 circa 32.000 sogenannte Green Card Soldiers für die USA kämpfen. Gutierrez war der erste dieser ausländischen Soldaten, der in diesem Krieg im Irak starb. Er erhielt postum die amerikanische Staatsbürgerschaft.

### Rechte im Vergleich
Die folgende Tabelle zeigt die Rechte von Visum-Inhabern, Permanent Residents und US-Staatsbürgern im Vergleich.
|                              | Visum-Inhaber                                                                                | Permanent Residents (Green-Card-Inhaber) | US-Staatsbürger (Citizens) |
| ---------------------------- | -------------------------------------------------------------------------------------------- | --- | --- |
| Reisefreiheit                | Keine Einschränkungen.                                                                       | Pflicht zum dauerhaften Aufenthalt in den USA. | Keine Einschränkungen. |
| Meldepflicht                 | Ja.                                                                                          | Ja. | Nein. |
| Aktives Wahlrecht            | Nein.                                                                                        | Nein. | Ja. |
| Ladung als Geschworener      | Nein.                                                                                        | Nein. | US-Staatsbürger können als Geschworene vor Gericht geladen werden. |
| Einkommens- steuer           | Steuerpflichtig in den Jahren des USA-Aufenthalts.                                           | Generell steuerpflichtig, also auch in Jahren, die außerhalb der USA verbracht werden. | Generell steuerpflichtig, also auch in Jahren, die außerhalb der USA verbracht werden. |
| Social Security              | Abhängig von der Art des Visums.                                                             | Keine Einschränkungen. | Keine Einschränkungen. |
| Supplemental Security Income | Kein Anspruch.                                                                               | In einigen Fällen. | Keine Einschränkungen. |
| Medicare                     | Nur, wenn auch Anspruch auf Leistungen aus Social Security bestehen.                         | Nur Bewerber, die bereits seit 5 Jahren in den USA leben. | Keine Einschränkungen. |
| Erbschaftssteuer             | Hinterbliebene Ehepartner (Ausländer) von US-Staatsbürgern zahlen föderale Erbschaftssteuer. | Hinterbliebene Ehepartner (Ausländer) von US-Staatsbürgern zahlen föderale Erbschaftssteuer. | Hinterbliebene Ehepartner (US-Staatsbürger) von US-Staatsbürgern sind von der föderalen Erbschaftssteuer befreit.                                                                                |
| Erbschaftssteuer             | Freibeträge abhängig von der Aufenthaltsdauer in den USA.                                    | Freibeträge abhängig von der Aufenthaltsdauer in den USA. | Einheitliche Freibeträge. |
| Hochschul- studium           | Ausländer, die in den USA studieren wollen, benötigen ein F- oder ein M-Visum.               | Keine Einschränkungen. | Keine Einschränkungen. |
| Selective Service            | Keine Verpflichtung.                                                                         | Männliche Green-Card-Inhaber und US-Staatsbürger müssen, wenn sie 18 bis 25 Jahre alt sind, beim Selective Service gemeldet sein, der sie im Verteidigungsfall zur Wehrpflicht heranziehen kann. | Männliche Green-Card-Inhaber und US-Staatsbürger müssen, wenn sie 18 bis 25 Jahre alt sind, beim Selective Service gemeldet sein, der sie im Verteidigungsfall zur Wehrpflicht heranziehen kann. |
| Beitritt zum Militär         | Nicht möglich.                                                                               | Möglich, aber beschränkte Auswahl von Positionen. | Uneingeschränkt möglich. |
| Kauf und Besitz von Waffen   | Nonimmigrant aliens dürfen Schusswaffen nur in bestimmten Sonderfällen kaufen und besitzen.  | Beschränkungen nur durch bundesstaatliche und lokale Gesetze. | Beschränkungen nur durch bundesstaatliche und lokale Gesetze. |

Folgende Rechte sind gänzlich unabhängig vom Einwanderungsstatus:
- das Recht, Wohneigentum oder Grundbesitz zur eigenen Nutzung zu erwerben[25]
- das Recht von Kindern, öffentliche Schulen bis zum Highschool-Abschluss zu besuchen[26]

## Statistik
Die größte Zahl an Green Cards wird gegenwärtig an Bewerber aus Mexiko ausgegeben. 2013 waren es 135.028 Karten. Es folgten die Volksrepublik China (71.798), Indien (68.458), die Philippinen (54.446), die Dominikanische Republik (41.311), Kuba (32.219), Vietnam (27.101), Südkorea (23.166), Kolumbien (21.131), Haiti (20.351), Jamaika (19.400) und El Salvador (18.260). Das europäische Land mit den meisten Green-Card-Empfängern war Großbritannien.
Die größte Zahl von Permanent Residents hatte im Jahre 2011 Kalifornien (3.380.000), gefolgt vom Bundesstaat New York (1.620.000), Texas (1.280.000), Florida (1.270.000), Illinois (550.000) und Massachusetts (330.000).
Im Jahr 2011 waren von insgesamt 13.070.000 Permanent Residents geschätzte 180.000 (knapp 1,4 %) in Deutschland geboren.